# Sân bay quốc tế Lehigh Valley
Sân bay quốc tế Lehigh Valley (tiếng Anh:Lehigh Valley International Airport) là một sân bay tại xã Hanover, quận Lehigh, tiểu bang Pennsylvania, Hoa Kỳ. sân bay phục vụ cả Allentown, Pennsylvania và khu vực lớn hơn ở Lehigh Valley. Năm 2007, sân bay này đã phục vụ 847.256 lượt khách.
Sân bay có cự ly 3 dặm Anh về phía đông bắc Allentown, ở vùng Lehigh Valley của Pennsylvania, vùng đô thị đông dân thứ 3 ở tiểu bang (sau Philadelphia và Pittsburgh).
Đơn vị chủ và vận hành là Lehigh-Northampton Airport Authority. Sân bay chủ yếu phục vụ các hãng hàng không khu vực.
Trong những năm gần đầy, sân bay Leigh Valley cạng tranh khốc liệt với sân bay quốc tế Philadelphia (cách 75 dặm Anh) và sân bay quốc tế Newark Liberty (cách 80 dặm Anh).